# Xandria
A Xandria 1994-ben, Bielefeldben alapított német szimfonikus metal együttes. Alapítója Marco Heubaum, aki eredetileg saját zenei projektnek szánta, 1999-ben azonban már mint zenekart szervezte újjá. 2022-től (Heubaumot leszámítva) teljesen megújult felállással működnek tovább. 2023-ig nyolc stúdióalbumuk, egy válogatásalbumuk és egy EP-jük jelent meg.

## Tagok

### Jelenlegi tagok
- Marco Heubaum – ritmusgitár (1994–), billentyűs hangszerek (1997–), vokál (1994–2001)
- Ambre Vourvahis – énekesnő (2022–)
- Rob Klawonn – szólógitár (2022–)
- Tim Schwarz – basszusgitár (2022–)
- Dimitros Gatsios – dobok (2022–)

### Korábbi tagok
- Niki Weltz – dobok (1994–1997)
- Manuel Vinke – szólógitár (1996–1997)
- Andreas Litschel – billentyűs hangszerek (1996–1997)
- Holger Vester – basszusgitár (1996–1997)
- Nicole Tobien – énekesnő (1997)
- Holger Vester – basszusgitár (1997)
- Jens Becker – szólógitár (1999–2000)
- Andreas Maske – szólógitár (2000–2001)
- Roland Krueger – basszusgitár (1999–2004)
- Kerstin Bischof – énekesnő (2009–2010)
- Lisa Middelhauve – énekesnő, zongora (2000–2008, 2010)
- Nils Middelhauve – basszusgitár (2004–2012)
- Manuela Kraller – énekesnő (2010–2013)
- Dianne van Giersbergen – énekesnő (2013–2017)
- Steven Wussow  – basszusgitár (2013–2019)
- Gerit Lamm – dobok (2000–2022)
- Philip Restemeier – szólógitár (2002–2022)

### Korábbi turnézenészek
- Fabio D'Amore – basszusgitár (2012–2014)
- Hendrik Thiesbrummel – dobok (2016)
- Aeva Maurelle – vokál (2017–2019)

## Diszkográfia

### Stúdióalbumok
- Kill the Sun (2003)
- Ravenheart (2004)
- India (2005)
- Salomé – The Seventh Veil (2007)
- Neverworld's End (2012)
- Sacrificium (2014)
- Theater of Dimensions (2017)
- The Wonders Still Awaiting (2023)

### Válogatásalbumok
- Now & Forever – Best of Xandria (2008)

### EP-k
- Fire & Ashes (2015)